# Yū Aku
Yū Aku ou You Aku (阿久 悠, Aku Yū), né le 7 février 1937 dans la préfecture de Hyōgo au Japon, mort le 1er août 2007 à Tokyo, est un célèbre parolier japonais, celui qui y a vendu le plus de disque en tant qu'auteur durant 40 ans (de 1967 à sa mort) ; il est également poète et romancier. Plusieurs albums de reprises de ses titres sont sortis pour lui rendre hommage, dont Cover You (nommé d'après lui) par Morning Musume en 2008.

## Adaptation de ses œuvres au cinéma
- 1984 : Les Enfants de Mac Arthur (瀬戸内少年野球団, Setouchi shōnen yakyūdan?) de Masahiro Shinoda